# Grand Prix de la Marne 1935
Grand Prix de la Marne 1935 je bila neprvenstvena dirka za Veliko nagrado v sezoni 1935. Odvijala se je 7. julija 1935 na dirkališču Reims-Gueux. 

## Poročilo
Dirkalnik Maserati V8RI je na tej dirki končno debitiral, z njim je dirkal Philippe Etançelin iz moštva Scuderia Subalpina. Guglielmo Carraroli ni štartal, ker je ob neuradnem treniranju na trasi dirkališča, ki je potekala po javnih cestah, v izgogib trčenenju z drugim vozilom zapeljal s ceste in si poškodoval nogo. Napovedani moštvi Auto Union in Automobiles Ettore Bugatti se nista pojavili. 
Dirka je potekala v dveh preddirkah in finalu, kjer so dominirali dirkači Ferrarija, ki so dosegli dvojno zmago, René Dreyfus s prvo zmago sezone pred Louisom Chironom, tretji pa je bil Raymond Sommer. Etançelin je z novim dirkalnikom odstopil zaradi okvare motorja dva kroga pred ciljem.

## Rezultati

### Prva preddirka
Odebeljeni dirkači so se uvrstili v finale.
| Poz | Št | Dirkač             | Moštvo           | Dirkalnik     | Krogi | Čas/Odstop | Št. m. |
| --- | -- | ------------------ | ---------------- | ------------- | ----- | ---------- | ------ |
| 1   | 24 | René Dreyfus       | Scuderia Ferrari | Alfa Romeo P3 | 15    | 44:58,6    | 2      |
| 2   | 14 | Philippe Etançelin | Privatnik        | Maserati V8RI | 15    | + 21.8,s   | 1      |
| 3   | 42 | Brian Lewis        | Privatnik        | Bugatti T59   | 15    | + 1:31,2   | 6      |
| 4   | 4  | Raymond Sommer     | Privatnik        | Alfa Romeo P3 | 14    | +1 krog    | 3      |
| Ods | 44 | Armand Girod       | Privatnik        | Maserati 8CM  | 7     |            | 5      |
| Ods | 46 | Albert Chambost    | Ecurie Giroud    | Maserati 8C   | 0     |            | 4      |

- Najhitrejši krog: René Dreyfus - 2:50,8

### Druga preddirka
Odebeljeni dirkači so se uvrstili v finale.
| Poz | Št | Dirkač          | Moštvo                 | Dirkalnik     | Krogi | Čas/Odstop | Št. m. |
| --- | -- | --------------- | ---------------------- | ------------- | ----- | ---------- | ------ |
| 1   | 12 | Louis Chiron    | Scuderia Ferrari       | Alfa Romeo P3 | 15    | 45:02,8    | 1      |
| 2   | 2  | Marcel Lehoux   | Scuderia Villapadierna | Maserati 8CM  | 15    | + 56,9 s   | 2      |
| 3   | 32 | Charles Martin  | Privatnik              | Bugatti T59   | 15    | + 1:21,7   | 5      |
| 4   | 40 | László Hartmann | Privatnik              | Maserati 8CM  | 15    | + 4.24,5   | 6      |
| 5   | 4  | Raph            | Privatnik              | Alfa Romeo P3 | 14    | +1 krog    | 3      |
| Ods | 16 | Luigi Soffietti | Privatnik              | Maserati 8CM  | 0     |            | 4      |

- Najhitrejši krog: Louis Chiron - 2:57.9

### Niso štartali (DNS) ali se udeležili dirke (DNA)
Navedeni so posebej, ker ni znano, v kateri od preddirk bi naj nastopili.
| Št | Dirkač                      | Moštvo                     | Dirkalnik        |
| -- | --------------------------- | -------------------------- | ---------------- |
| 6  | Jean-Pierre Wimille         | Automobiles Ettore Bugatti | Bugatti T59      |
| 10 | José María de Villapadierna | Scuderia Villapadierna     | Maserati 8CM     |
| 18 | Clemente Biondetti          | Privatnik                  | Alfa Romeo Monza |
| 20 | Benoît Falchetto            | Ecurie Braillard           | Maserati 8CM     |
| 26 | Guglielmo Carraroli         | Scuderia Subalpina         | Maserati 6C 34   |
| 36 | Earl Howe                   | Privatnik                  | Bugatti T59      |

### Finale
| Poz | Št | Dirkač             | Moštvo                 | Dirkalnik     | Krogi | Čas/Odstop | Št. m. |
| --- | -- | ------------------ | ---------------------- | ------------- | ----- | ---------- | ------ |
| 1   | 24 | René Dreyfus       | Scuderia Ferrari       | Alfa Romeo P3 | 17    | 157,8 km   | 1      |
| 2   | 12 | Louis Chiron       | Scuderia Ferrari       | Alfa Romeo P3 | 17    | 157,4 km   | 2      |
| 3   | 4  | Raymond Sommer     | Privatnik              | Alfa Romeo P3 | 17    | 156,3 km   | 6      |
| 4   | 2  | Marcel Lehoux      | Scuderia Villapadierna | Maserati 8CM  | 17    | 154,0 km   | 4      |
| 5   | 42 | Brian Lewis        | Privatnik              | Bugatti T59   | 17    | 153,8 km   | 5      |
| 6   | 32 | Charles Martin     | Privatnik              | Bugatti T59   | 16    | +1 krog    | 7      |
| 7   | 40 | László Hartmann    | Privatnik              | Maserati 8CM  | 16    | +1 krog    | 8      |
| Ods | 14 | Philippe Etançelin | Privatnik              | Maserati V8RI | 15    | Motor      | 3      |